# Bundelkhandia cavernicola
Bundelkhandia cavernicola – gatunek kosarza z podrzędu Laniatores i rodziny Assamiidae. Jedyny znany przedstawiciel monotypowego rodzaju Bundelkhandia.

## Występowanie
Gatunek endemiczny dla Indii, gdzie występuje w stanie Uttar Pradesh.